# Tennis World Tour
Tennis World Tour es un videojuego de tenis desarrollado por Breakpoint Studios y publicado por Bigben Interactive, para las consolas PlayStation 4, Xbox One, Nintendo Switch y Microsoft Windows. El juego fue desarrollado por el equipo que estuvo a cargo de Top Spin 4, por lo que se lo considera el "sucesor espiritual" de aquella saga. Su fecha de lanzamiento se produjo el 22 de mayo de 2018 en PlayStation 4 y el 25 de mayo en Xbox One. Mientras que se lanzará el 15 de junio en Switch y Windows.
A principios de junio de 2018, Alain Falc de BigBen Interactive, declaró que el videojuego fue puesto a la venta con solo un 20% de su desarrollo completo. Falc explicó que la salida al mercado del juego en ese estado, se produjo para evitar perder el beneficio de las campañas de marketing ya comprometidas. Además, anunció que una versión mejorada del juego se lanzará en el 2019.

## Descripción
De acuerdo a declaraciones de Pierre André, diseñador del juego, Tennis World Tour buscará ser un juego de simulación ultrarrealista, además de apuntar a ser «uno de los mejores videojuegos de simulación del mercado».

## Jugadores
El juego cuenta con un plantel de más de 30 jugadores, entre hombres y mujeres:
| Tenistas masculinos (ATP) - Roger Federer - John Isner - Nick Kyrgios - Gaël Monfils - Alexander Zverev - David Goffin - Lucas Pouille - Stan Wawrinka - Grigor Dimitrov - Dominic Thiem - Roberto Bautista - Hyeon Chung - Fabio Fognini - Milos Raonic - Kyle Edmund - Richard Gasquet - Karen Khachanov - Frances Tiafoe - Stefanos Tsitsipas - Taylor Fritz - Jérémy Chardy - Elias Ymer - Michael Mmoh - Thanasi Kokkinakis | Tenistas femeninos (WTA) - Angelique Kerber - Garbiñe Muguruza - Caroline Wozniacki |

## Desarrollo
El videojuego fue anunciado por Bigben Interactive y Breakpoint Studios el 18 de mayo de 2017 para las consolas PlayStation 4, Xbox One y Microsoft Windows. Ambas compañías anunciaron que revelarían más detalles del juego en la Gamescom, que se efectuó en agosto de 2017.
En septiembre de 2017, Bigben Interactive anunció que el juego también llegaría a Nintendo Switch, además de confirmar la fecha de lanzamiento para no antes de 2018.
El 9 de marzo de 2018, fue confirmada su fecha de lanzamiento para el 22 de mayo de 2018.